# Bioetanol a base de agave

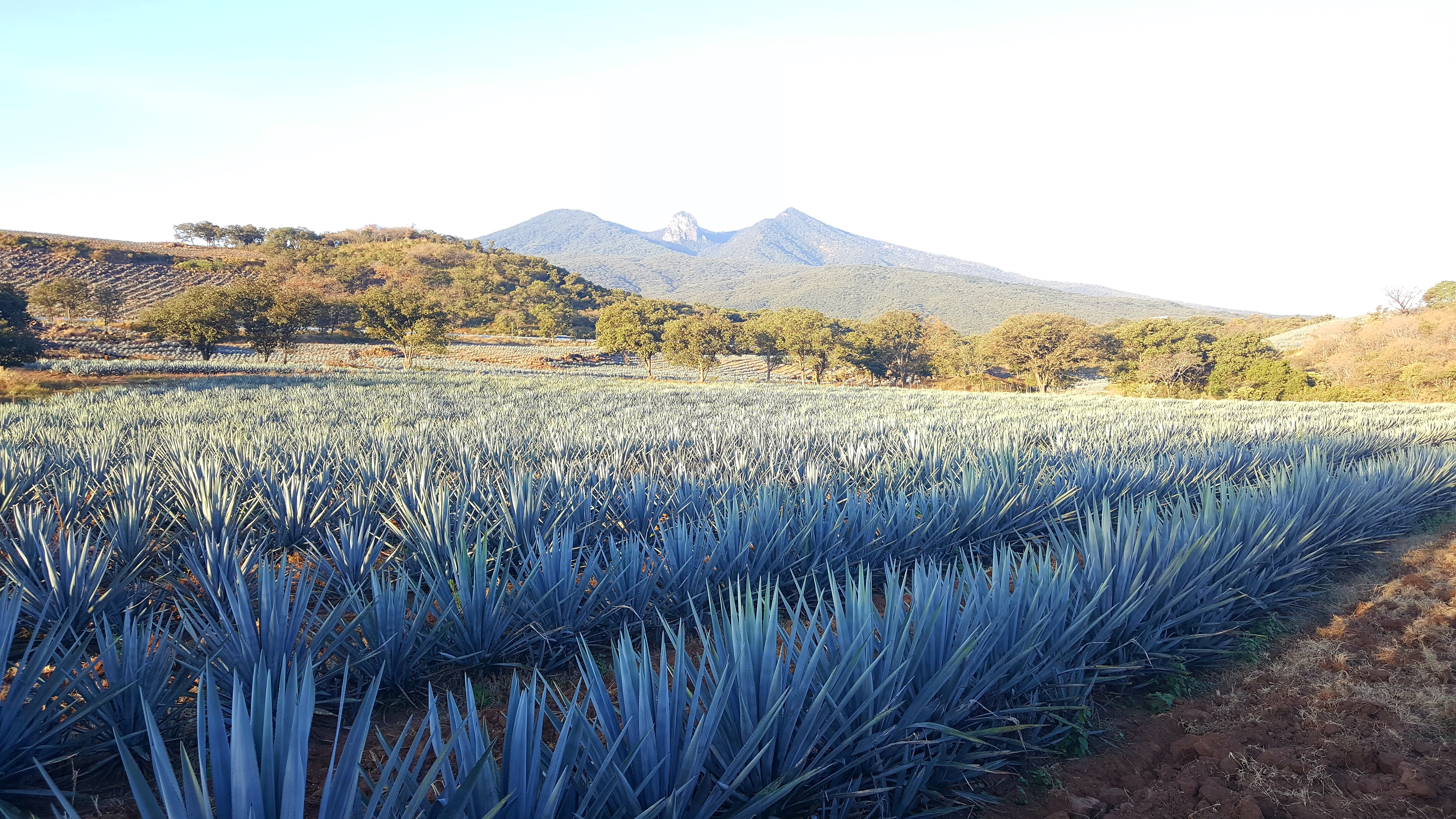
Campos de agave

El bioetanol a base de agave es un compuesto químico que se obtiene de la fermentación y destilación del alcohol de la planta del agave. Comúnmente se utiliza para la elaboración de la bebida alcohólica mexicana tequila, sin embargo, debido a  sus propiedades tiene utilidades en la industria automotriz como aditivo para los combustibles fósiles.

## Origen
El bioetanol a base de agave surge a raíz de que los otros productos utilizados para crear este tipo de combustible son el maíz y la caña de azúcar; en el caso del maíz, aparte de ser necesario para la alimentación cotidiana de la población, necesita de suelos fértiles para ser cultivado, en cambio el agave es cultivado en suelos semiáridos y no requiere de riego por lo que se pueden utilizar suelos que están sin uso para cultivarlo. En el caso de la caña de azúcar no es conveniente ya que al quemarla antes de su cosecha, libera metano y óxido nitroso que son gases que causan el calentamiento global.

## Función
El bioetanol cuenta con la posibilidad de reemplazar a los combustibles utilizados en los motores Otto. El etanol puede ser mezclado con la nafta fósil en proporciones de hasta un 5% sin necesidad de modificar el motor. Por otro lado, el rendimiento energético del etanol es un tercio más bajo que el de la nafta fósil. Por lo tanto, 1 litro de etanol puede reemplazar 0,66 litros de nafta.

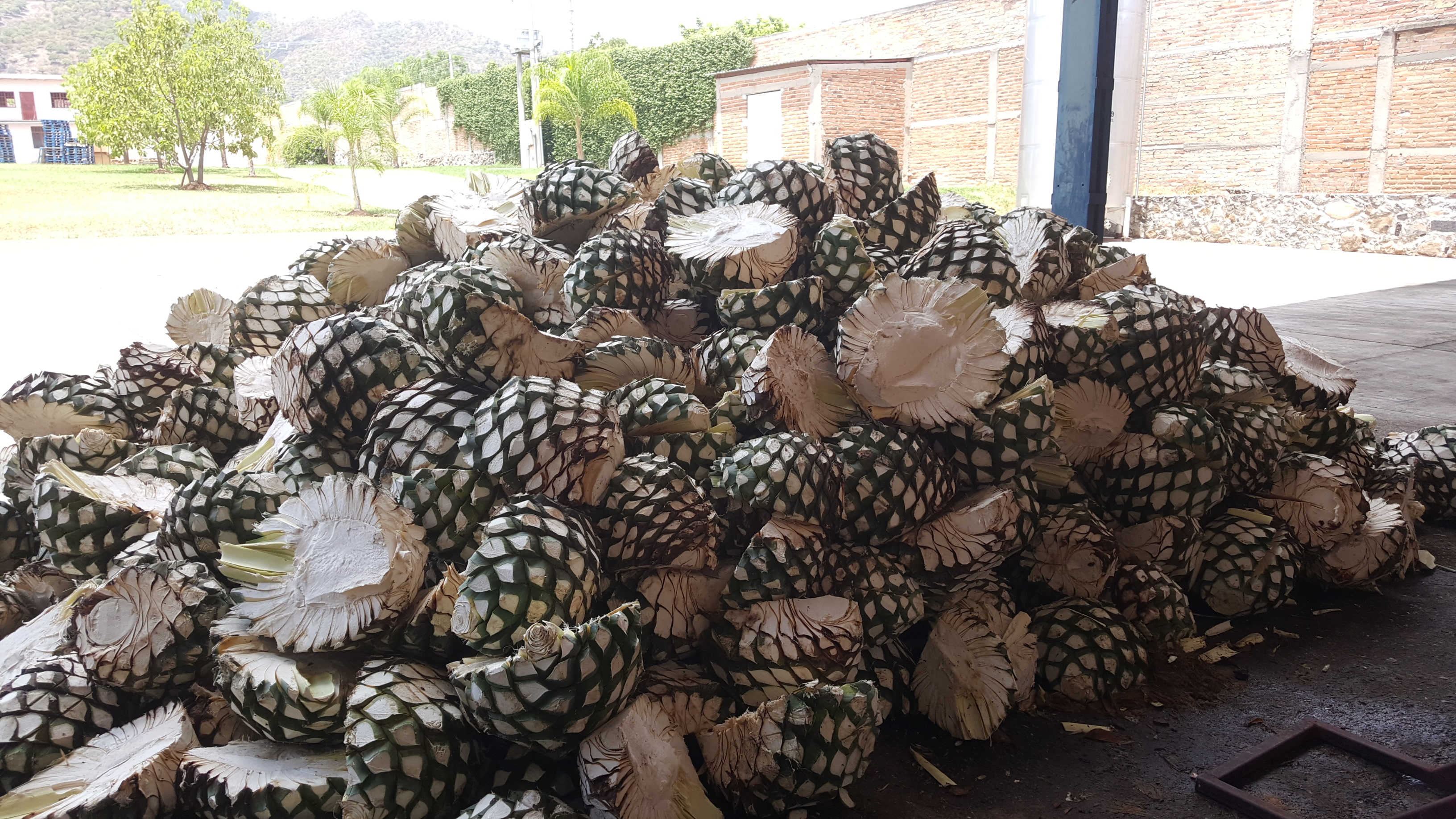
Piñas de agave ya jimadas

## Proceso
Para poder llevar a cabo el proceso del bioetanol en base del bagazo de agave es necesario primero separar lignina y hemicelulosa mediante una etapa de pretratamiento donde en este caso se hace por medio de tratamientos hidrotérmicos, esto es posible colocando el bagazo en un reactor de altas presiones mezclándolo con agua y se eleva a altas temperaturas para poder llevar a cabo la separación de los compuestos principalmente la hemicelulosa.
Después, pasa por una etapa de pre-sacarificación y fermentación, es decir, primero se hidroliza la celulosa en glucosa mediante un proceso con enzimas (enzimas celulasas) durante cierto tiempo (entre 8 y 24 horas); luego, una vez que pasa un tiempo de residencia de hidrólisis enzimática, se inocula un microorganismo (Saccharomyces cerevisiae) para poder fermentar los azúcares, pero la enzima nunca es retirada del proceso, lo cual ayuda a que se realice una sacarificación y fermentación simultánea. Ello significa que la enzima seguirá hidrolizando (cortando) los enlaces de la celulosa para poder obtener los azúcares, por lo que está en continua obtención de azúcares y de fermentación.

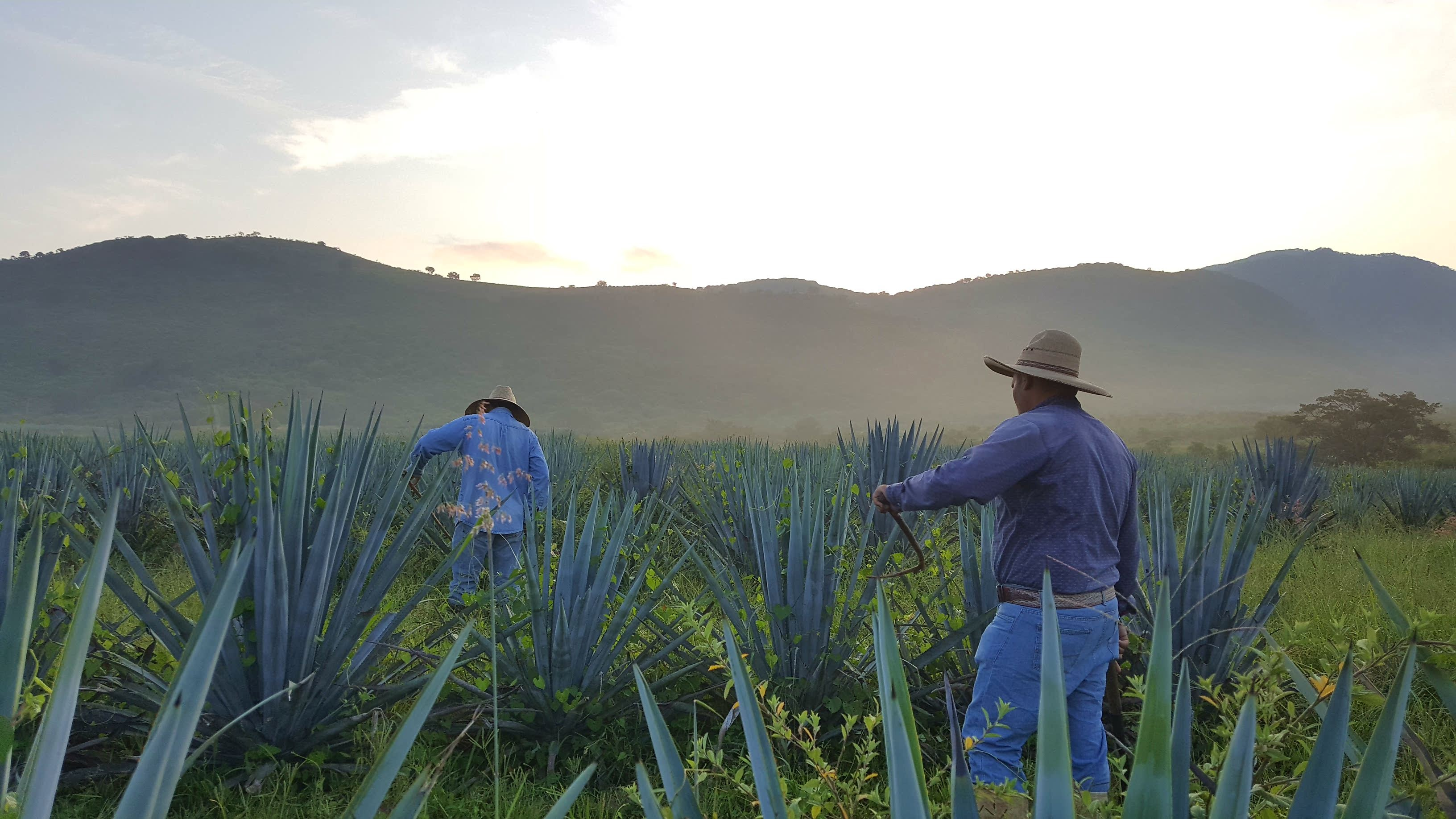
trabajadores en día común

## Beneficios
El bioetanol puede ser hecho a base de distintos vegetales, como el desecho del maíz, frutas o verduras;  su impacto en otros países ha dado como resultado en la disminución de los gases de efecto invernadero. Durante el proceso de elaboración del tequila (bebida alcohólica) se utiliza el agave, sin embargo, se utiliza únicamente el centro de la planta, dejando una gran cantidad de residuos, conocido como bagazo de agave. Estos residuos se utilizan para convertirlos en bioetanol. El bioetanol trae muchos beneficios, uno de los más significativos es su sustitución en lugar de combustibles fósiles, el cual tiene los beneficios de: 
- ahorrativo
- compatible con los automóviles convencionales
- brinda un mayor octanaje
- disminuye la contaminación del medio ambiente[4]

### Rendimiento
La aplicación de etanol como combustible tiene una serie de beneficios que pueden englobarse en cuatro principales: usar bioetanol es más económico, actualmente a través de la empresa Fuel Flex México el precio por litro es de $14.00 pesos, a diferencia del precio actual de gasolina que promedia 21.00 pesos por litro en la mayor parte del país.
Otro aspecto que representa una ventaja es la compatibilidad del combustible con los automóviles convencionales. La mayoría de los autos que son fabricados o forman parte del parque vehicular del país puede soportar o utilizar etanol en una mezcla con gasolina desde 30 hasta 50 por ciento de etanol, dependiendo el tipo de vehículo.
Finalmente, otra ventaja importante que beneficia al usuario es la capacidad del etanol como combustible ecológico, ya que las emisiones de gases de efecto invernadero se disminuyen con el uso de este combustible en comparación con la gasolina fósil.

#### Diferencia en precio de la gasolina convencional
Los precios más altos y los escenarios con costos más bajos en cuanto a tamaños de plantas y costos de materias primas, resultaron costos de bioetanol muy competitivos en comparación con el precio actual de la gasolina. El costo más bajo de bioetanol fue de 0.5 dólares (USD) por litro y el más alto de 1.5 dólares por litro (USD).